# Маргарита Савойська (1589—1655)
Маргарита Савойська (фр. Marguerite de Savoie, італ. Margherita di Savoia; 28 квітня 1589 — 26 червня 1655) — принцеса Савойська з Савойської династії, донька герцога Савої Карла Еммануїла I та іспанської інфанти Каталіни Мікаели, дружина герцога Мантуї та Монтферрата Франческо IV Гонзага, остання іспанська віце-королева Португалії у 1634—1640 роках.

## Біографія
Маргарита народилась 28 квітня 1589 року в Турині. Вона була четвертою дитиною та старшою донькою в родині герцога Савої Карла Еммануїла I та його дружини Каталіни Мікаели Австрійської. Дівчинка мала трьох старших братівː Філіпа Еммануїла, Віктора Амадея та Еммануїла Філіберта. Згодом в родині з'явилось ще шестеро дітей. При народженні молодшої доньки їхня матір пішла з життя. Маргариті тоді було 8 років.
У віці 18 років принцесу видали заміж за спадкоємця престолів Мантуї та Монтферрата, 20-річного Франческо Гонзага. Весілля відбулось 19 лютого 1608 в Турині. З приводу святкування капельмейстер мантуанського двору Клаудіо Монтеверді написав оперу «Аріадна». У подружжя народилося троє дітей.
У червні 1612 Франческо успадкував від батька обидва герцогства і став їхнім повновласним правителем під іменем Франческо IV. Однак, володарювання було нетривалим.
У грудні 1612 їхній син, а згодом і сам герцог померли від епідемії віспи, що почалася в Мантуї. Після його смерті та втручання батька Маргарити Карла Еммануїла I, Мантуя перейшла до Фердинандо Ґонзаґи, молодшого брата Франческо, а Монтферрат — під управління їхньої доньки Марії. Оскільки та була ще малою, регентство у герцогстві здійснювалося Маргаритою. Спадок ще кілька разів оскаржувався шляхом військових дій.

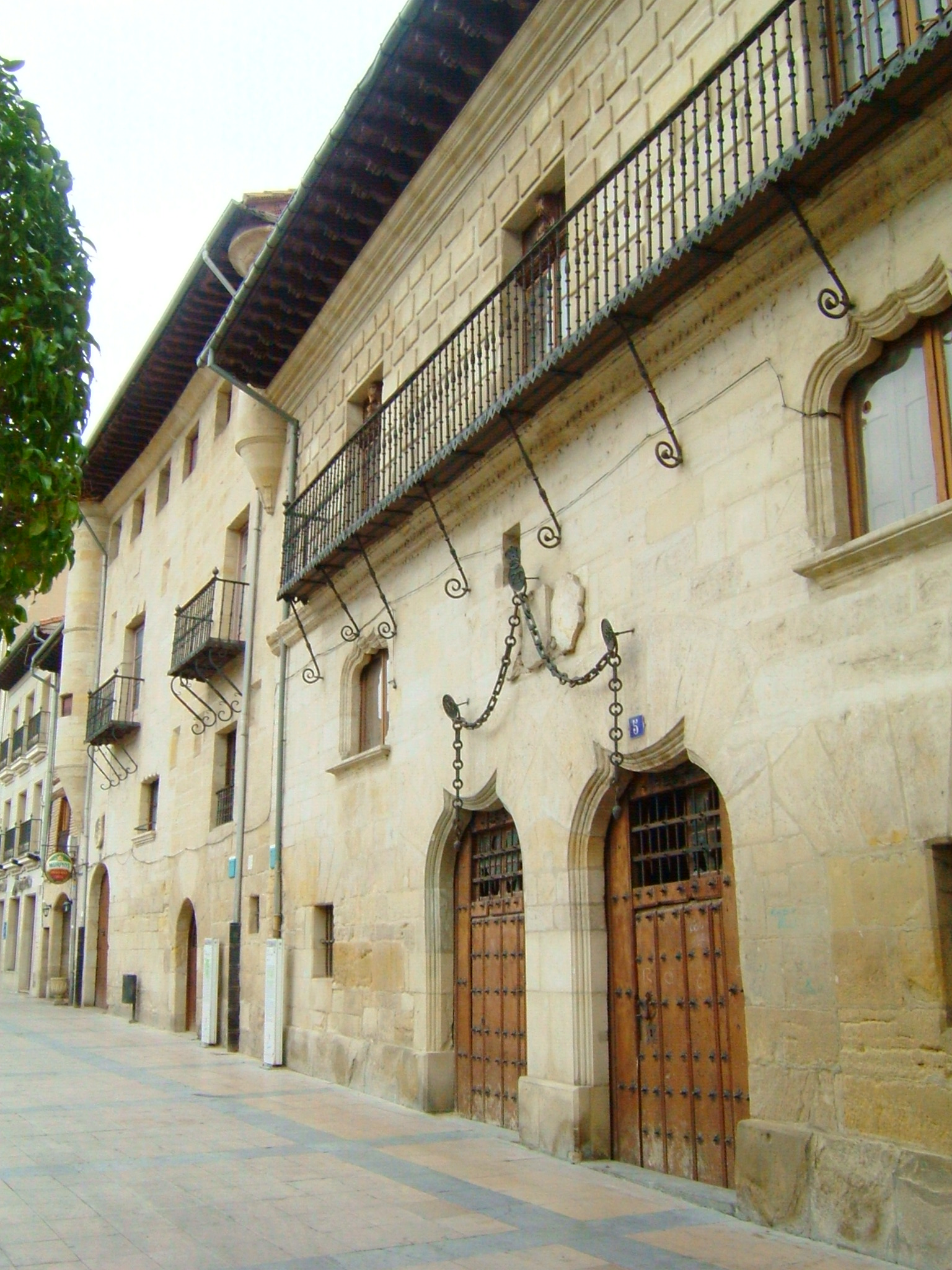
Дім Урбіна (подалі)

 Лише Кераскський мир, підписаний 6 квітня 1631 року, остаточно вирішив це питання, підтвердивши права на герцогські престоли свекра Марії, Карла Неверського.
В 1634 році Філіп IV призначив свою кузину на посаду віце-королеви Португалії, що в той час перебувала в династичній унії з Іспанією. Адміністративні функції Маргарита здійснювала за допомогою португальського держсекретаря Мігеля де Васконселуша.
Народ ненавидів Васконселуша, вважаючи його зрадником. Країна потерпала від величезних податків. Низка повстань почалася 1637 року. Знать, що від початку їх не підтримувала, згодом перейшла на бік народу. Близько сорока дворян склали змову. 1 грудня 1640, увірвавшись до палацу Альмейди, вони вбили Васконселуша, заарештували віце-королеву і проголосили з балкона новим королем Жуана Брагансу. Той не брав участі у заколоті, але був змушений прийняти корону, розуміючи, що не зможе довести іспанцям свою непричетність. Коронація нового правителя відбулася за два тижні. Наступного місяця кортеси затвердили його обрання. Португалія відновила незалежність, хоча й продовжила вести війну з Іспанією.
Новий губернатор дозволив Маргариті, що перебувала під вартою в своєму палаці, повернутися до Іспанії. Після цього вона виїхала до Мадриду.
Вдовіюча герцогиня пішла з життя в домі Урбіна у Міранда-де-Ебро 26 червня 1655, залишивши доньку, двох онуків та трьох правнуків.

## Родина
Чоловік —  Франческо IV Гонзага
Дітиː
- Марія (1609—1660) — дружина Карла II Ґонзаґа, герцога Неверського,[1] мала трьох дітей;
- Людовіко (1611—1612) — помер у ранньому віці;
- Елеонора (12—13 вересня 1612) — померла невдовзі після народження.